# Clerodendrum triflorum
Clerodendrum triflorum là một loài thực vật có hoa trong họ Hoa môi. Loài này được Vis. mô tả khoa học đầu tiên năm 1840.